# Аленка Чебашек
Аленка Чебашек (24 квітня 1989 , Крань ) — словенська лижниця, учасниця зимових Олімпійських ігор 2014 і 2018 років. Успішніше виступає в спринті.

## Спортивна кар'єра
У Кубку світу Чебашек дебютувала 19 грудня 2009 року, у грудні 2010 року вперше потрапила до десятки найкращих на етапі Кубка світу, у командному спринті. Найкраще досягнення Чебашек у загальному заліку Кубка світу — 34-те місце у сезоні 2018—2019.
На Олімпійських іграх 2014 року в Сочі взяла участь у чотирьох перегонах: спринті — 17-те місце, 10 км класичним стилем — 33-тє, командному спринті — 10-те, естафеті — 11-те.
За свою кар'єру взяла участь у чотирьох чемпіонатах світу, найкращий результат — 9-те місце в естафеті на чемпіонаті світу 2019 року, а в особистих перегонах 18-те місце у спринті на чемпіонаті світу 2017 року.
Використовує лижі виробництва фірми Fischer.

## Результати за кар'єру
Усі результати наведено за даними Міжнародної федерації лижного спорту.

### Олімпійські ігри
| Рік  | Вік | 10 км індивідуальні пер. | 15 км скіатлон | 30 км мас-старт | Спринт | 4 × 5 км естафета | Командна першість спринт |
| ---- | --- | ------------------------ | -------------- | --------------- | ------ | ----------------- | ------------------------ |
| 2014 | 24  | 31                       | —              | —               | 17     | 10                | 9                        |
| 2018 | 28  | 12                       | —              | —               | 30     | 8                 | 6                        |

### Чемпіонати світу
| Рік  | Вік | 10 км індивідуальні пер. | 15 км скіатлон | 30 км мас-старт | Спринт | 4 × 5 км естафета | Командна першість спринт |
| ---- | --- | ------------------------ | -------------- | --------------- | ------ | ----------------- | ------------------------ |
| 2011 | 21  | 46                       | —              | —               | 19     | —                 | —                        |
| 2013 | 23  | 42                       | —              | —               | 37     | 14                | —                        |
| 2017 | 27  | НФ                       | 39             | —               | 18     | 13                | —                        |
| 2019 | 29  | —                        | 36             | —               | 27     | 9                 | —                        |

### Кубки світу

#### Підсумкові місця в Кубку світу за роками
| Сезон | Вік | Місце в дисципліні | Місце в дисципліні | Місце в дисципліні | Місце в Скі Тур | Місце в Скі Тур | Місце в Скі Тур | Місце в Скі Тур   | Місце в Скі Тур |
| Сезон | Вік | Загалом            | Дистанція          | Спринт             | Nordic Opening  | Тур де Скі      | Скі Тур 2020    | Фінал Кубка світу | Скі Тур Канада  |
| ----- | --- | ------------------ | ------------------ | ------------------ | --------------- | --------------- | --------------- | ----------------- | --------------- |
| 2010  | 20  | НК                 | НК                 | НК                 | Н/Д             | —               | Н/Д             | —                 | Н/Д             |
| 2011  | 21  | 83                 | —                  | 57                 | —               | —               | Н/Д             | —                 | Н/Д             |
| 2012  | 22  | 58                 | НК                 | 34                 | —               | НФ              | Н/Д             | —                 | Н/Д             |
| 2013  | 23  | 90                 | 76                 | 60                 | 63              | НФ              | Н/Д             | —                 | Н/Д             |
| 2014  | 24  | 55                 | 50                 | 41                 | 31              | НФ              | Н/Д             | —                 | Н/Д             |
| 2015  | 25  | 44                 | 40                 | 31                 | 24              | НФ              | Н/Д             | Н/Д               | Н/Д             |
| 2016  | 26  | 37                 | 33                 | 29                 | 39              | НФ              | Н/Д             | Н/Д               | 30              |
| 2017  | 27  | 60                 | 53                 | 40                 | НФ              | НФ              | Н/Д             | —                 | Н/Д             |
| 2018  | 28  | 62                 | НК                 | 33                 | 55              | —               | Н/Д             | 51                | Н/Д             |
| 2019  | 29  | 34                 | 40                 | 30                 | 35              | 21              | Н/Д             | —                 | Н/Д             |
| 2020  | 30  | 93                 | НК                 | 64                 | —               | —               | —               | Н/Д               | Н/Д             |